# Ramea (Indonesië)
Ramea is een bestuurslaag in het regentschap Pandeglang van de provincie Banten, Indonesië. Ramea telt 3334 inwoners (volkstelling 2010).